# 北京市地震局
北京市地震局，是中国地震局和北京市人民政府双重领导，以中国地震局为主的事业单位。根据北京市人民政府授权，依法履行防震减灾主管机构的各项职责，承担本行政区域内防震减灾工作政府行政管理职能。

## 沿革
北京地区的地震观测始于1930年，当时的中央地质调查所李善邦在北京海淀建成了中国第一个地震台鹫峰地震台，它采用三分向维歇尔机械式地震仪和伽利魏利普电磁地震仪。该台运转至1937年被迫终止，共记录地震2427个。中华人民共和国成立后，中国科学院地球物理所于1957年建成我国I类基准台北京观象台。其主要观测手段为测震和地磁。北京地区的地震监测工作是在1966年邢台地震和1967年河间地震之后发展起来的。1967年，北京市政府设立了“北京市防震办公室”。1970年8月，北京地震队成立。1973年北京市革命委员会批准成立“北京市地震办公室”，设在北京市科技局，归市科教组领导。与此同时，北京地震队划归北京市科技局领导。1980年1月，北京地震队与国家地震局分析预报室合并，成立国家地震局分析预报中心。
为加强北京市地震管理工作，北京市人民政府于1991年12月31日发文，撤消北京市地震办公室，成立北京市地震局。1996年10月，中央机构编制委员会办公室中编办(1996)136号文件，同意重新组建北京市地震局，原北京市地震局同时撤消。新组建的北京市地震局为正局级机构，实行以国家地震局为主、北京市人民政府双重领导的管理体制。

## 架构
机关各处室、直属单位有：
- 办公室
- 人事教育处
- 发展与财务处
- 科学技术处、外事办公室
- 监测预报处
- 震害防御处、政策法规处、行政执法监察总队
- 应急救援处
- 科学技术处（政策法规处、信息管理处、外事办公室）
- 纪检监察审计处
- 直属机关党委
- 离退休干部处
- 地震台站

- 北京市地震预测研究中心
- 北京市地震监测与信息中心
- 北京市地震灾害防御中心
- 北京市防震减灾宣教中心
- 北京市地震应急保障中心

## 职能
北京市地震局主要职责有：
1. 根据《北京市实施〈中华人民共和国防震减灾法〉办法》等有关法律、法规、规章的规定，监督、检查北京市防震减灾工作，负责会同有关部门研究拟定有关防震减灾的方针、政策，起草北京市防震减灾法规、规章，制定规范性文件，并组织实施。
2. 根据震害预测结果和经济、社会发展实际，会同北京市发展计划、经济、规划、财政等有关行政主管部门，组织编制北京市防震减灾规划和计划；推进防震减灾计划体制和相应经费渠道的建立和完善；管理、监督事业费、基本建设费和专项资金的使用。
3. 负责建立地震监测预报工作体系。按照全国地震监测台网（站）建设规划，负责统一规划北京市地震台网（站）及信息系统的建设，实现资源共享；制定北京市地震监测预报方案并组织实施；管理市级地震监测台网(站)，对本市企事业单位投资建设和管理的地震监测台站进行业务指导；负责对强震动观测设备安装的技术指导和监督、执法；依法对地震监测设施和观测环境进行管理和保护，对违反的按照规定进行处罚；负责提出地震监测预报意见并上报，对擅自向社会散布地震观测意见的依法给予行政处分或提出处罚建议；强化北京市地震重点监视防御区的震情跟踪；对区、县地震监测台网（站）和群测群防工作实行行业管理。
4. 会同有关部门建立震灾预防工作体系；对地震小区划工作进行技术指导和监督；管理建筑工程的地震安全性评价工作，审批从事地震安全性评价单位的资质，组织评审地震安全性评价报告并确定抗震设防要求，对有关建设单位不进行地震安全性评价的责令改正并按规定处以罚款；会同规划、市政等部门划定地震避难场所，对不按照规范要求保持避难场所、紧急疏散通道完好与畅通并设置明显标志的进行制止并责令限期改正；管理北京市地震灾害预测；制定北京市破坏性地震应急预案并检查落实情况，督促有关部门据此制定本部门的破坏性地震应急预案并予以备案；组织开展防震减灾知识的宣传教育工作，并按照有关规定审核防震减灾宣传报道；确定典型地震遗址、遗迹进行保护和宣传教育，对破坏典型地震遗址、遗迹的按照规定进行处罚。
5. 承担北京市人民政府抗震救灾指挥机构的办事机构的职能，组织有关部门实施破坏性地震应急预案；负责震情和灾情速报，会同有关部门组织地震灾害调查与损失评估；破坏性地震发生后，根据灾情重新审定抗震设防要求；参与制定地震灾区重建规划。
6. 会同有关部门建立地震紧急救援工作体系。开展地震应急、救援技术和装备的研究与开发；会同有关部门建立健全地震紧急救援队伍；指导、配合北京市各单位和市民的防震、避险、救助训练；协助北京市人民政府建立地震应急救援物资储备系统。
7. 组织开展水库地震等特殊诱发地震的监测和研究工作；会同有关部门防范地震次生灾害。承担上级交办的与地震监测有关的任务。
8. 承担北京市地震行政复议、行政诉讼工作；负责地震行业质量与技术监督管理工作；负责地震技术标准的宣传、贯彻、实施和执行监督；管理地震计量工作。
9. 推进地震科学技术现代化，组织开展地震科学技术研究及其成果的推广应用；开展地震科学技术国内及国际合作与交流；指导和管理与防震减灾事业有关的学会、协会工作。
10. 领导下属单位；指导区、县防震减灾工作。
11. 承担中国地震局和北京市人民政府交办的其他事项。

## 现任领导[6]
- 孙建中，北京市地震局局长，党组书记
- 吴仕仲，北京市地震局副局长、党组成员
- 刘桂萍，北京市地震局副局长、党组成员